# 芮姜
芮姜，姜姓，春秋时期芮国的君夫人，芮伯万的母亲。
芮伯万的母亲芮姜对儿子的宠姬太多，表示不满，前693年（周桓王十一年、鲁桓公三年）将芮伯万赶走，让他住到魏城。前708年（周桓王十二年、鲁桓公四年、秦憲公八年）冬，乘芮国母子不和，周桓王派军队和秦国军队联合包围芮国，俘虏了芮伯万后回军。